# Document jahviste
Le « document jahviste » ne doit pas être confondu avec le yahwisme, monolâtrie supposée des premiers Israélites.
Le document  yahviste ou jahviste abrégé (J) est un texte hypothétique dont l'existence a été supposée au XVIIIe siècle. Selon les tenants de l'hypothèse documentaire abandonnée par l'exégèse biblique depuis la fin du XXe siècle, il était l'une des quatre sources de la Torah, avec le document élohiste, le document deutéronomiste et le document sacerdotal.

## Origine du terme
Le mot « jahviste » a été utilisé pour la première fois par le médecin catholique Jean Astruc (1684-1766) dans son ouvrage Conjectures sur les mémoires originaux dont il paraît que Moïse s'est servi pour composer le livre de la Genèse. Au fil du temps, le terme s'est modifié sous l'influence de l'allemand Jahvist.
L'utilisation faite par Astruc du mot « jahviste », dans la formation de l'hypothèse documentaire, vient apparemment de son intention de décrire l'auteur du document, qui privilégiait le nom de Yahvé, plus précisément YHWH dans ses écrits.
Ce qualificatif a été repris par Julius Wellhausen, qui a systématisé l'hypothèse documentaire. Wellhausen estimait d'ailleurs que le document jahviste était difficilement discernable du document élohiste.
L'hypothèse documentaire n'est plus prise en compte par la recherche depuis les années 1970.

## Datation selon l'hypothèse documentaire
Julius Wellhausen a soutenu que J est la première des quatre sources, qu'il plaçait dans l'ordre J-E-D-P, mais n'a pas tenté de dater J plus précisément que la période monarchique de l'histoire de l'ancien Israël et de Juda.
En 1938, Gerhard von Rad place J dans la cour de Salomon, en -950, et soutient que son but était de fournir une justification théologique de l'état unifié créé par David, le père de Salomon.
Cependant, une étude de 1976 par Hans Heinrich Schmid a démontré que J connaissait les livres prophétiques des VIIIe et VIIe siècles avant notre ère, tandis que les prophètes ne connaissaient pas les traditions de la Torah, ce qui signifie que J ne peut pas être antérieur au VIIe siècle.
Un certain nombre de théories placent J dans la période exilique et/ou post-exilique (VIe-Ve siècle avant notre ère), mais l'existence même de J est sujette à caution.

## Analyse selon l'hypothèse documentaire
Michael D. Coogan suggère trois thèmes récurrents dans la tradition jahviste : la relation entre les hommes et la terre, la séparation entre les hommes et Dieu, et la corruption humaine progressive :

### Relation entre les hommes et la terre
J se distingue en mettant l'accent sur une relation étroite entre l'homme et la terre. On trouve ce motif en premier lieu dans « Genèse 2,4–3,24 » lorsque le premier être humain est appelé Adam, ayant été façonné avec la poussière du sol
. Le sol, adamah en hébreu, désigne la terre arable que travaille le cultivateur pour en recevoir la nourriture, la terre nourricière. La adamah, c'est aussi l'argile que modèle et façonne le potier pour en faire un récipient. Ainsi l'homme, adam', est dérivé du sol. L'homme vit tout d'abord en harmonie avec la terre, puis, après la chute ou plutôt la rupture au jardin d'Eden, la relation est gâchée.
En « Genèse 3,17 », le sol est maudit et l'homme peinera pour en tirer de la nourriture. Enfin, l'homme retournera à l'état d'harmonie à la mort, comme décrit dans  Genèse 3,19 ».
Le motif est particulièrement favorisé dans l'histoire de Caïn et Abel : après le meurtre, Caïn est maudit de la terre, chassé loin du sol (« Genèse 4,11 »).
Le lien entre l'homme et le sol est apparemment restauré avec Noé : il est décrit comme un homme de la terre, comme celui qui soulagera de la fatigue de l'agriculture (« Genèse 5,29 »). L'ivresse de Noé fait aussi allusion au lien entre l'homme et le sol ou à celui entre la plante, la nourriture que le sol produit, et la corruption.
J montre donc à plusieurs reprises un lien entre la corruption de l'homme et le sol.

### La séparation entre le divin et l'humain
L'un des thèmes récurrents de J dans la Genèse est la frontière entre les domaines divins et humains. Dans « Genèse 3,22 », en mangeant le fruit défendu, l'homme et la femme veulent devenir comme des dieux et sont bannis du jardin d'Eden, les empêchant de conserver leur immortalité. On retrouve ce thème en « Genèse 6,1-4 », lors de l'union sexuelle des fils de Dieu avec les femmes humaines : Yahweh déclare que c'est une violation de cette séparation et limite la durée de vie de leur progéniture.
Enfin, nous voyons ce thème dans « Genèse 11,1-9 », dans l'histoire de la tour de Babel dans laquelle Yahvé confond la langue de l'humanité, pour empêcher les hommes de se comprendre mutuellement et de s'approcher de la divinité.

### La corruption humaine progressive
Un troisième thème chez le jahviste est l'escalade de la corruption humaine : Dieu crée un monde qu'il considère "très bon", dans lequel toutes les créatures sont végétariennes et dans lequel la violence est inconnue. Mais la désobéissance d'Eve est suivie par le meurtre d'Abel par son frère, Caïn, jusqu'à ce que Yahweh voie que la terre entière est remplie de corruption et décide de la détruire par le déluge.
La corruption ne cesse pas après le déluge, mais Dieu accepte l'état imparfait de sa création.